# Кобринська економія
Кобринська економія — столовий маєток (економія) Великих князів Литовських і Руських та королів Речі Посполитої, що існував з 1519 по 1795 рік. В економію входили міста Кобрин, Пружани (Добучин) та Городець.
Господарська організація володінь, прибутки з якої йшли на утримання пол. королів XVI–XVIII ст. Складалася з волостей: Кобринської, Добучинської, Череватицької, Вежицької, Блудненської, Городецької. Прибуток з КЕ на 1597 становив 11 тис. золотих, 30-і рр XVIII ст. — 47 тис. золотих. На початку XVIII ст. втратила самостійність і входила до Берестейської економії. З приєднанням Полісся до Рос. імперії рос. уряд частину земель із селянами КЕ продав приват. особам з числа рос. поміщиків, більшу частину одержали фаворити цариці, зокрема Суворов дістав Кобринський ключ з Кобрином.